# Oostenrijkse parlementsverkiezingen 2002
De verkiezingen van de Nationalrat, het parlement van Oostenrijk, werden gehouden op 24 november 2002.
Na de verkiezingen vormde Bondskanselier Wolfgang Schüssel een coalitie van de Österreichische Volkspartei en de Freiheitliche Partei Österreichs. De coalitie stond onder leiding van Wolfgang Schüssel, en heette het Kabinet Schüssel II.
| Partij/Alliantie | Partij/Alliantie                             | Stemmen   | Percentage      | Verschil | Zetels | Zetelverschil |
| ---------------- | -------------------------------------------- | --------- | --------------- | -------- | ------ | ------------- |
|                  | Österreichische Volkspartei (ÖVP)            | 2.076.833 | 42,30%          | +15,39%  | 79     | +27           |
|                  | Sozialdemokratische Partei Österreichs (SPÖ) | 1.792.499 | 36,51%          | +3,36%   | 69     | +4            |
|                  | Freiheitliche Partei Österreichs (FPÖ)       | 491.328   | 10,01%          | -16,90%  | 18     | -34           |
|                  | Die Grünen (GRÜNE)                           | 464.980   | 9,47%           | +2,07%   | 17     | +3            |
|                  | Liberales Forum (LF)                         | 48.083    | 0,98%           | -2,67%   | 0      | 0             |
|                  | Kommunistische Partei Österreichs (KPÖ)      | 27.568    | 0,56%           | +0,08%   | 0      | 0             |
|                  | Overige                                      | 7.354     |                 |          |        |               |
|                  | Totaal                                       | 4.909.645 | 84,27% (+3,85%) |          | 183    |               |

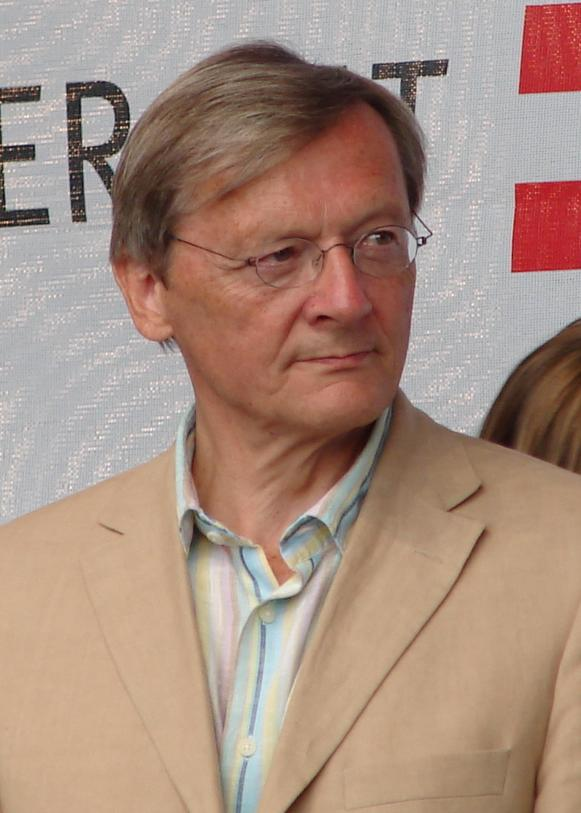
Wolfgang Schüssel (ÖVP)
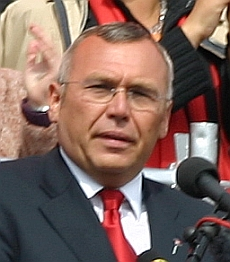
Alfred Gusenbauer (SPÖ)